# Princesse de Provence
Die Princesse de Provence ist ein 1992 gebautes Flusskreuzfahrtschiff, das zunächst für die Peter Deilmann Reederei in Frankreich verkehrte und seit 2018 für Princesse de Provence Cruises auf der Donau im Einsatz ist.

## Geschichte
Für die Peter Deilmann Reederei war die Princesse de Provence erst das dritte Flusskreuzfahrtschiff, die sie nach Ablieferung durch die Werft in das komplett neue Fahrgebiet nach Frankreich überführte. Das Schiff verkehrte ab März 1992 auf der Rhone und der Saône mit wöchentlichen Kreuzfahrten zwischen den Städten Chalon-sur-Saône und Arles. Alle Reisen begannen und endeten in Lyon.
2008 – ein Jahr vor der Deilmann-Insolvenz – verkaufte die Reederei das 4-Sterne-Schiff zusammen mit der Königstein an die Schweizer Alpina River Cruises aus Basel. Die Reederei Deilmann charterte die Princesse de Provence zunächst zurück, bevor die Schweizer das Schiff ab 2010 an Nicko Cruises Schiffsreisen vercharterten. Bis 2016 war das Schiff unter seinem angestammten Namen weiterhin auf Rhone und der Saône im Einsatz.
Zum Ende des Jahres 2016 wurde die Princesse de Provence an die Reederei Princesse de Provence Cruises GmbH & Co. KG (PdP Cruises) mit Sitz in Heilbronn verkauft, ein Schwesterunternehmen der Favorit Reisen GmbH & Co. KG. Der neue Besitzer transportierte das Schiff in einer aufwendigen Überführungstour durch Mittelmeer, Atlantik, Biskaya und Nordsee in das Fluss-System von Rhein-Main-Donau. Dabei wurde die Princesse de Provence im Frühjahr 2017 im Mittelmeer auf das Schwergutschiff RollDock Sun verladen und Huckepack nach Rotterdam transportiert. Von dort ging es mit eigener Kraft nach Linz, wo sie ab Mitte April 2017 auf der Schiffswerft Linz ein Jahr lang überholt, modernisiert und umgebaut wurde. Das Schiff erhielt unter anderem einen Bugwulst, neue Motoren und neue Schiffsschrauben. 
Im April 2018 startete die Princesse de Provence im neuen Fahrtgebiet auf der Donau in die Saison. Das Route des Schiffes reicht von Österreich bis zum Donaudelta am Schwarzen Meer. Nach Beginn der Corona-Pandemie verkehrte die Princesse de Provence mit Einschränkungen.

## Ausstattung
Die Princesse de Provence ist ein Dreideck-Kabinenschiff der gehobenen Mittelklasse mit 74 Doppelkabinen. Vier dieser Doppelkabinen können zu Dreibettkabinen erweitert werden. Die Kabinen sind klimatisiert und jeweils mit Dusche, Toilette, Fernsehgerät und Safe ausgestattet. Die Kabinen auf dem Oberdeck verfügen über einen französischen Balkon. Der Empfangsbereich und ein Barbereich befinden sich auf dem Oberdeck. Ebenfalls auf dem Oberdeck befindet sich das Bordrestaurant. Eine Besonderheit des Schiffes ist die Ausstattung des Innenbereiches mit Tiffany-Glasarbeiten und die Verwendung von Holz. Auf dem Sonnendeck stehen den Fahrgästen Liegestühle, Sitzgruppen mit Sonnensegel zur Verfügung.

## Bau und technische Daten
Die Princesse de Provence wurde 1991 auf der britischen Werft Ruscador in Kingston upon Hull unter der Baunummer 105 auf Kiel gelegt und Anfang 1992 abgeliefert. Die Länge beträgt 110,74 Meter, sie ist 11,24 Meter breit und weist einen Tiefgang von 1,20 Metern auf. Der Antrieb bestand zunächst aus vier MAN-Dieselmotoren mit jeweils 330 PS, die 2017 durch vier Scania-Dieselmotoren mit ebenfalls jeweils 330 PS ersetzt wurden. Sie wirken auf vier Schrauben, damit erreicht das Schiff eine Geschwindigkeit von 24 km/h. Zusätzlich verfügt das Schiff über eine Bugstrahlanlage. Die Besatzung besteht aus 35 Personen.